# 洛維薩

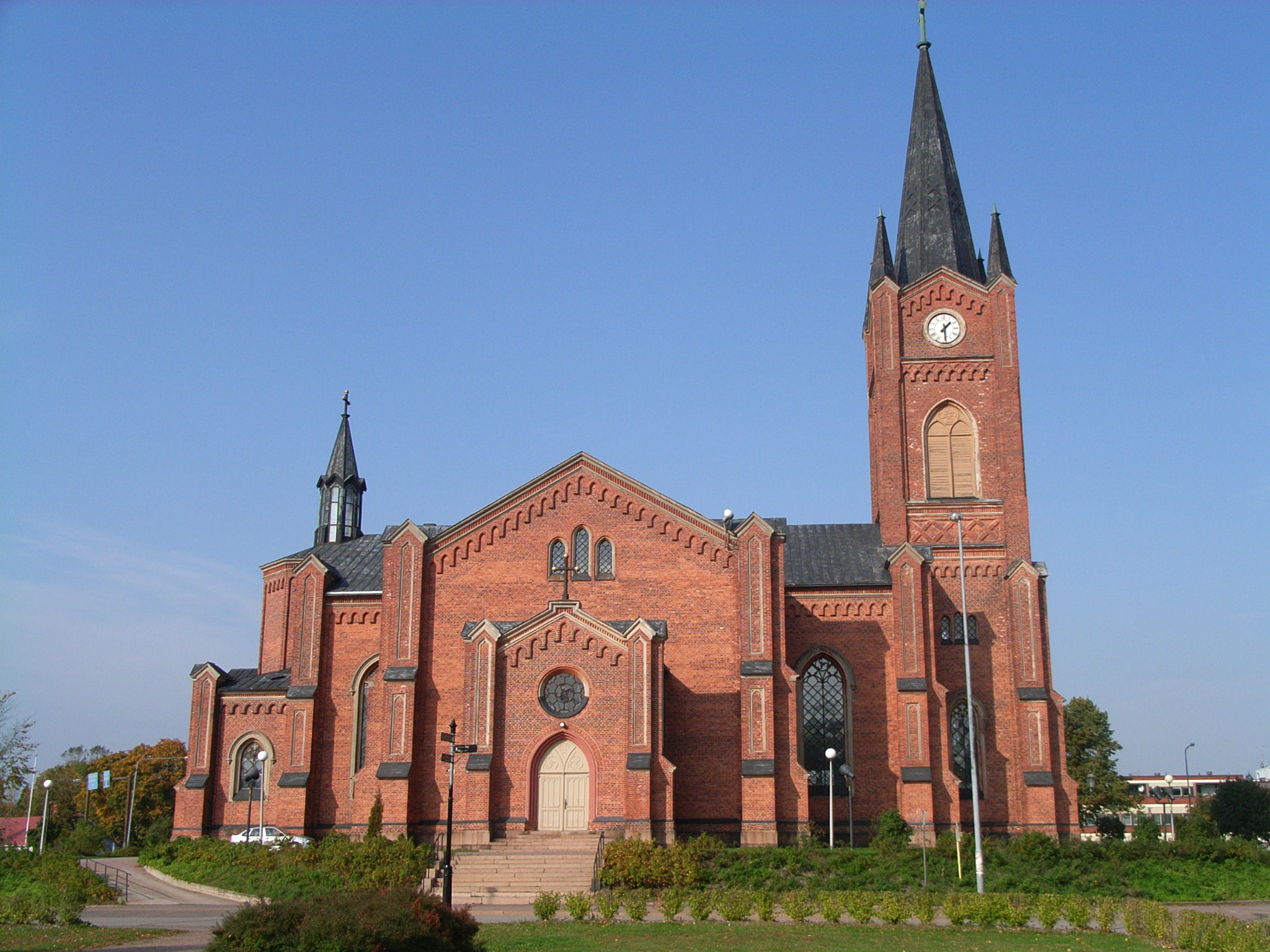
洛維薩教堂

洛維薩（芬蘭語：Loviisa）是芬蘭新地區的一个城市，位於該國南部，距離首都赫爾辛基87公里，面積1,751.49平方公里，2012年人口15,556，其中約59%居民的母語是芬蘭語。

## 外部連結
- 洛維薩市官方网站 （页面存档备份，存于） （文） （瑞典文）